# Religiosité
 (juin 2016).

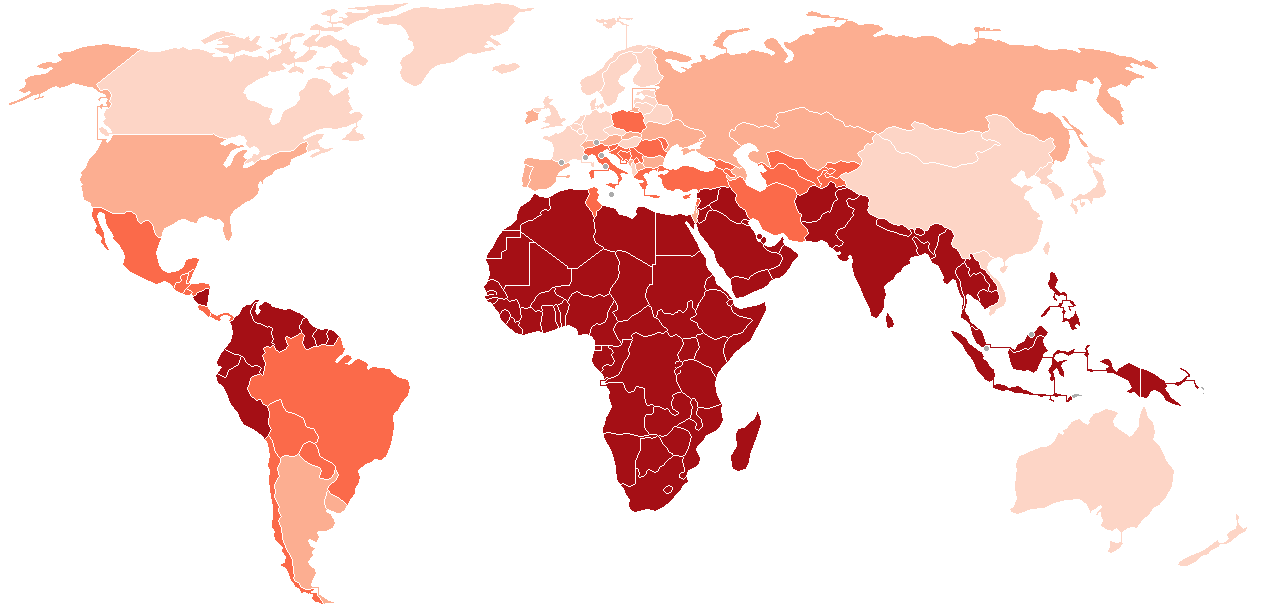
Carte montrant l'importance relative de la religion par pays. Basé sur une enquête mondiale 2015 par l'institut The Gallup Organization

La religiosité est, dans son sens le plus large, un terme sociologique utilisé pour se référer aux différents aspects de l'activité religieuse d'une population et à l'intensité de celle-ci. Elle désigne, dans une acceptation plus restreinte, les rapports qu'entretient un individu avec la religion et/ou la doctrine religieuse.

## Critique
Certains voient dans la religiosité, l'effet d'une trop grande sensibilité à la religion, susceptible de conduire à des dérives de type sectaire, personnelle ou collective, voire à la folie.

## Exemples de dérives
Plusieurs exemples de religiosité excessive nous sont fournis par l'Histoire, y compris dans l'Histoire récente :
- Le culte de la Raison et de l'Être suprême, qui eut lieu pendant la Révolution française en 1793 et 1794,
- Les idées de Saint-Simon, exposées dans le catéchisme des industriels (1823-1824) et dans le Nouveau christianisme (1825),
- Le courant du saint-simonisme, fondé par Barthélemy Prosper Enfantin, et Saint-Amand Bazard, avec la publication de l'exposé de la doctrine de Saint-Simon, qui entraîna dans son sillage un certain nombre d'utopies et d'idéologies,
- L'Église positiviste fondée par Auguste Comte en 1847, après la mort de Clotilde de Vaux.

## Manifestation du changement
Les périodes de changement de vision du monde (paradigme), entraînant des bouleversements sociaux, sont aussi des périodes qui peuvent favoriser de telles attitudes.
Les syncrétismes peuvent favoriser l'implantation de croyances particulières : cas du positivisme en Amérique latine.
La religiosité peut s'élever avec l'implantation d'une religion ou d'une secte.
L'analyse des causes - sur le succès d'une religion ou d'une dérive sectaire - suppose l'intervention de la sociologie.